# Не пойман — не вор (фильм, 1958)
«Не пойман — не вор» (или «Знать не знаю, ведать не ведаю», — фр. «Ni vu… Ni connu…») — кинокомедия Ива Робера с Луи де Фюнесом в главной роли. В основе фильма — роман Альфонса Алле «Дело Блеро». Наряды Ноэль Адам — модный дом «Карвен».

## Сюжет
Монпанья́р — самый спокойный город Франции. Единственный возмутитель спокойствия — это рыночный торговец Блеро́ (Blaireau с фр. — «барсук») (Луи де Фюнес). Он имеет разрешение на продажу грибов на местном рынке, но поскольку существует высокий спрос на фазанов, зайцев и форель, то Блеро в свободное время нелегально ловит дичь силками и рыбачит, после чего тайком продает пойманную дичь и рыбу без разрешения. Жандармы пытаются поймать браконьера, но безуспешно. Когда на одного из жандармов совершается нападение, подозрение падает на Блеро, и его сажают в тюрьму на месяц. Внезапно объявляется настоящий преступник, и Блеро надеется выйти на свободу. Но обстоятельства складываются иначе…

## Роли исполняли и дублировали
- Луи де Фюнес — Блеро (Евгений Весник)
- Ноэль Адам — Арабелла де Шавиль (Серафима Холина)
- Фредерик Дюваллес — мэр Дюбено (Семён Самодур)
- Клод Риш — Амадей Флешар (Олег Голубицкий)
- Ролан Армонтель — Леон де Шавиль (Анатолий Кторов)
- Мадлен Барбюле — мадам де Шавиль (Валентина Токарская)
- Пьер Стэфен — прокурор
- Жан-Мари Амато — Гийош (Алексей Консовский)
- Колет Рикар — ученица
- Робер Ватье — судья Ляришинье (Константин Михайлов)
- Пьер Монди — Блюэтт (Константин Карельских)
- Мусташ — Паржу (Юрий Саранцев)
- Поль Февр — Виктор (Георгий Милляр)
- Пьер Мира — владелец отеля
- Люсьен Юбер — Август
- Сабина Андре — продавщица
- Жан Белланже — заключённый
- Франсис Лемарк — заключённый
- Джимми Перри — заключённый Антуан
- Жак Кутерье — жандарм
- Бернар Шарлан — доктор
- Шарль Байяр — заседатель (нет в титрах)
- Ив Робер — фотограф (нет в титрах)

Фильм дублирован на киностудии имени М. Горького в 1960 году.
- Режиссёр дубляжа — Хеся Локшина
- Звукооператор дубляжа — Леон Канн